# Математична енциклопедія Кляйна
Математична енциклопедія Клейна (нім. Encyklopädie der Mathematischen Wissenschaften mit Einschluss ihrer Anwendungen, EMW, у перекладі: «Енциклопедія математичних наук, включно з їх застосуваннями») — перша у світі математична енциклопедія; опублікована німецькою мовою в 6 томах протягом 1898—1933 років. Організаторами проєкту стали німецькі математики Фелікс Кляйн та Франц Маєр .
Повний обсяг видання складає близько 20 000 сторінок. Зміст тематично поділено на 6 томів, у свою чергу розбитих на 23 окремі книги:
Том 1 («Арифметика та алгебра»): 1-1, 1-2
Том 2 («Аналіз»): 2-1-1, 2-1-2, 2-2, 2-3-1, 2-3-2
Том 3 («Геометрія»): 3-1-1, 3-1-2, 3-2-1, 3-2-2a, 3-2-2b, 3-3
Том 4 («Механіка»): 4-1, 4-2, 4-3, 4-4
Том 5 («Фізика»): 5-1, 5-2, 5-3
Том 6 («Геодезія та астрономія»): 6-1, 6-2-1, 6-2-2
Енциклопедію публікувало видавництв B. G. Teubner Verlag, видавець журналу Mathematische Annalen.
Нині в інтернеті надано онлайн-доступ до всіх томів енциклопедії, окремі частини розміщено також на archive.org.

## Історія
Ідея проєкту виникла під час поїздки Фелікса Кляйна, Генріха Вебера та Франца Маєра в гори Гарцу (1894). У створенні першої в світі математичної енциклопедії взяли участь провідні математики та фізики Західної Європи 1900—1920 років. Проєкт спочатку планувався як міжнародний, до написання статей, крім німецьких учених, було залучено математиків та фізиків Італії, Великої Британії та Франції. Залучено академії Мюнхена, Лейпцига, Геттінгена та Відня. Спочатку передбачалося дати якомога коротші оглядові статті, проте зробити це не цілком вдалося, вже перші томи містили й великі дослідження.

Номінальним президентом-засновником проєкту був Франц Маєр. Головою комісії з видання енциклопедії став учень Кляйна, також відомий математик, Вальтер фон Дік. 1904 року він представив попередній звіт про видавниче підприємство, в якому формулювалася основна мета видання:
Завдання полягало в тому, щоб надати простий і короткий, але якомога повніший виклад сучасної математики та її наслідків, а також показати за допомогою докладної бібліографії історичний розвиток математичних методів від початку XIX століття.
1908 року фон Дік доповів про проєкт на Міжнародному конгресі математиків у Римі.

## Зміст
Перший том «Арифметика та алгебра» (у двох окремих книгах) з'явився між 1898 та 1904 роками.
У томі 2 «Аналіз», виданому між 1900 і 1927 роками, співредакторами були Вільгельм Віртінгер і Генріх Буркгардт. Буркгардт раніше написав розлогий історичний огляд математичного аналізу, скорочений ним для EMW.
Том 3, присвячений геометрії, редагував Франц Маєр. Ці статті опубліковано між 1906 і 1932 роками в книзі «Диференціальна геометрія» (1927) і в книзі «Спеціальні алгебричні поверхні» (Spezielle algebraische Flächen, 1932).
Том 4, що стосувався проблем механіки, відредагували Феліксом Кляйн та Конрад Мюллер.
Том 5 («Фізика») редагував Арнольд Зоммерфельд за участю Гендріка Лоренца.
Том 6 складався з двох тематичних частин (розділ геодезії та геофізики у першій книзі та розділ астрономії у двох окремих книгах другої частини). Статті з геодезії та геофізики редагували Філіп Фуртвенглер та Е. А. Вейгарт. Астрономією займалися Карл Шварцшильд та Семюель Оппенгайм.
Деякі зі статей енциклопедії вважають класичними, наприклад стаття Вольфганга Пауля з теорії відносності, Тетяни та Пауля Еренфестів зі статистичної механіки, Макса Дена та Поуля Геєґарда з топології.

## Оцінки
1905 року Альфред Бухерер визнав вплив енциклопедії на утвердження загальноприйнятих позначень для векторного аналізу в другому виданні своєї книги.
1916 року американський математик Джордж Абрам Міллер зазначив : «Однією зі значних переваг цієї великої енциклопедії є те, що вона прагне уникнути дублювання, встановлюючи найвищий мінімум загальних математичних знань». У своєму огляді японського «Енциклопедичного словника математики» (1954 року видання) Жан Д'єдонне порівнює його з енциклопедією Кляйна, засуджуючи орієнтацію останньої на прикладну математику й історичний ухил:

Величезного збільшення обсягу досягнуто завдяки усуненню значної частини дискурсивності старої Encyklopädie — переважної частини її історичної інформації (яка часто дублювалася); багатьох другорядних результатів, які даремно захаращували багато статей; і, нарешті, всіх частин, присвячених астрономії, геодезії, механіці та фізиці, які не мали значного математичного змісту. Завдяки цьому виявилося можливим утиснути приблизно в одну десяту основної частини «Encyklopädie» цінніший обсяг інформації з науки, яка, безумовно, нині вдесятеро ширша, ніж 1900 року.
1982 року історик Пол Генлі у зв'язку з історією повітроплавання писав:
Як організатор і редактор монументальної «Енциклопедії математичних наук, включаючи їх застосування», [Кляйн] склав збірку вичерпних досліджень, які стали стандартним довідником з математичної фізики… енциклопедія Кляйна в цілому послужила моделлю для пізнішої публікації Aerodynamic Theory, шеститомної енциклопедії науки про політ, яку Дюранд редагував у середині 1930-х років.
Історик науки Айвор Греттен-Гіннесс 2009 року зауважив:
Багато статей були першими за своєю темою, а деякі досі залишаються останніми або кращими. Деякі з них містять чудову інформацію про глибше історичне минуле. Особливо це стосується статей із прикладної математики, зокрема інженерної, що підкреслено в назві.

## Переклади
Між 1904 та 1916 роками вийшов французький переклад «Енциклопедії Кляйна» (Encyclopédie des Sciences mathématiques pures et appliquées) під загальною редакцією Жуля Молька. За словами Жанни Пеффер, «французьке видання примітне тим, що історична частина глибша і часто точніша, ніж оригінальна німецька версія (завдяки співпраці істориків науки Поля Таннері та Густава Енестрома)».

## Текст в інтернеті
- Усі томи з Göttinger Digitalisierungszentrum, який є академічною онлайн-службою Göttinger Digitalisierungszentrum.

Окремі томи в інтернет-архіві:
- Том 1, частина 1
- Том 2, частина 3-1
- Том 4, частина 4
- Том 5, частина 2